# 土耳其海军
土耳其海军（土耳其語：Türk Deniz Kuvvetleri），是土耳其军队中的海军。
土耳其现代海军可以追溯到1920年7月11日，在凯末尔领导的土耳其独立战争期间成立了海军事务局。自1949年7月起，该军种被正式称为土耳其海军。

## 编制
编为五个主要的下属司令部：
- 舰队司令部，科贾埃利省格尔居克海军基地
- 北部海域司令部，伊斯坦布尔
- 南部海域司令部，伊兹密尔
- 海军训练和教育司令部，伊斯坦布尔
- 海军技术司令部，伊斯坦布尔（2017年成立）

## 装备

### 舰艇
截至2023年，海军拥有的各类舰艇150艘，包括：1艘兩棲突擊艦，16艘巡防舰、9艘护卫舰、12艘潜艇，各型导弹快艇、巡逻艇、扫雷艇、登陆舰和辅助舰艇。土耳其海军舰艇名使用TCG作为前缀（直译：「土耳其共和国舰船」）。
兩棲突擊艦/無人機航空母艦

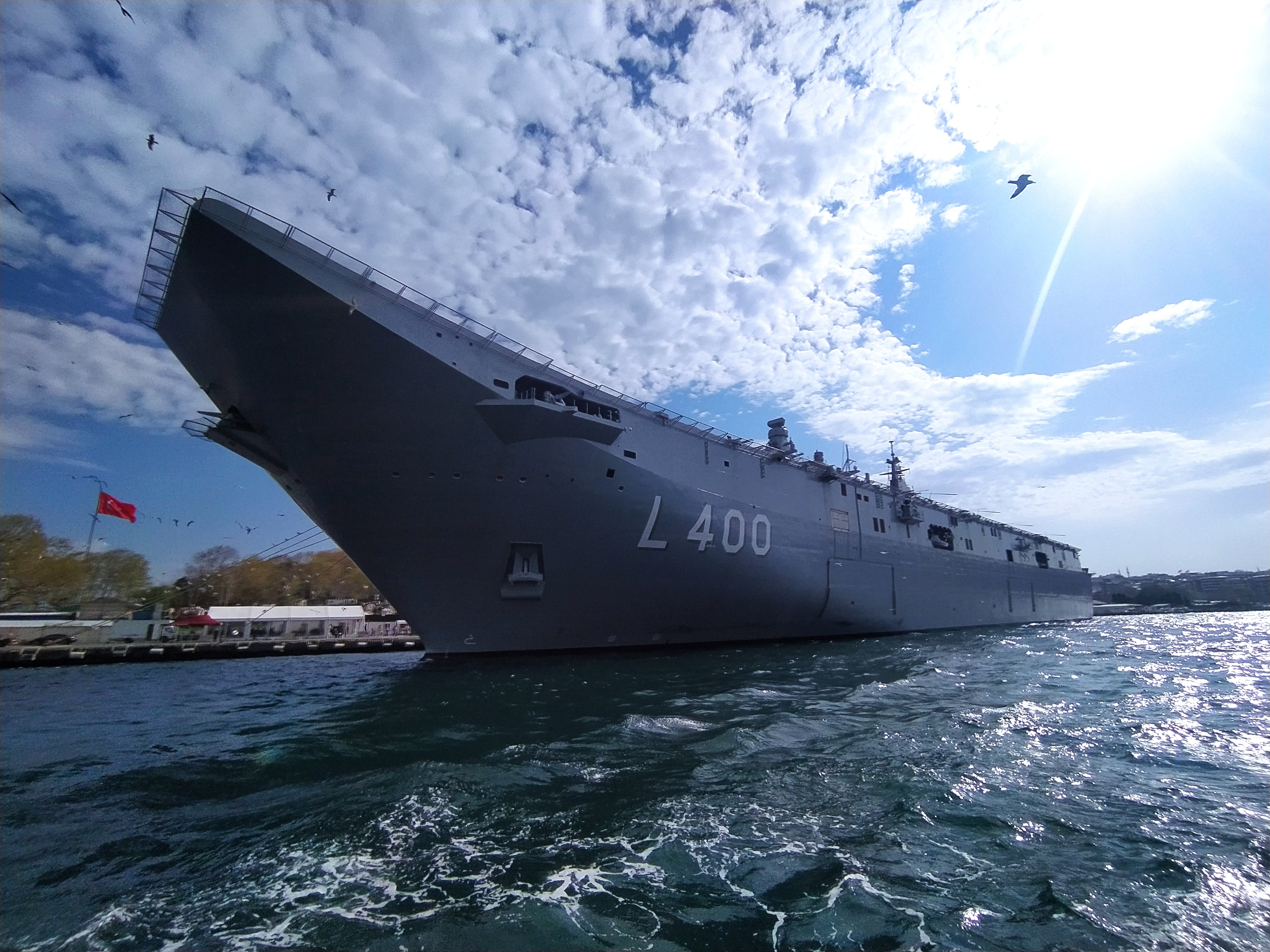
阿纳多卢号两栖攻击舰

- 阿納多盧級，1艘

阿纳多卢号两栖攻击舰

#### 驱逐舰
- TF2000级驱逐舰，6～8艘（规划中）。

#### 巡防舰

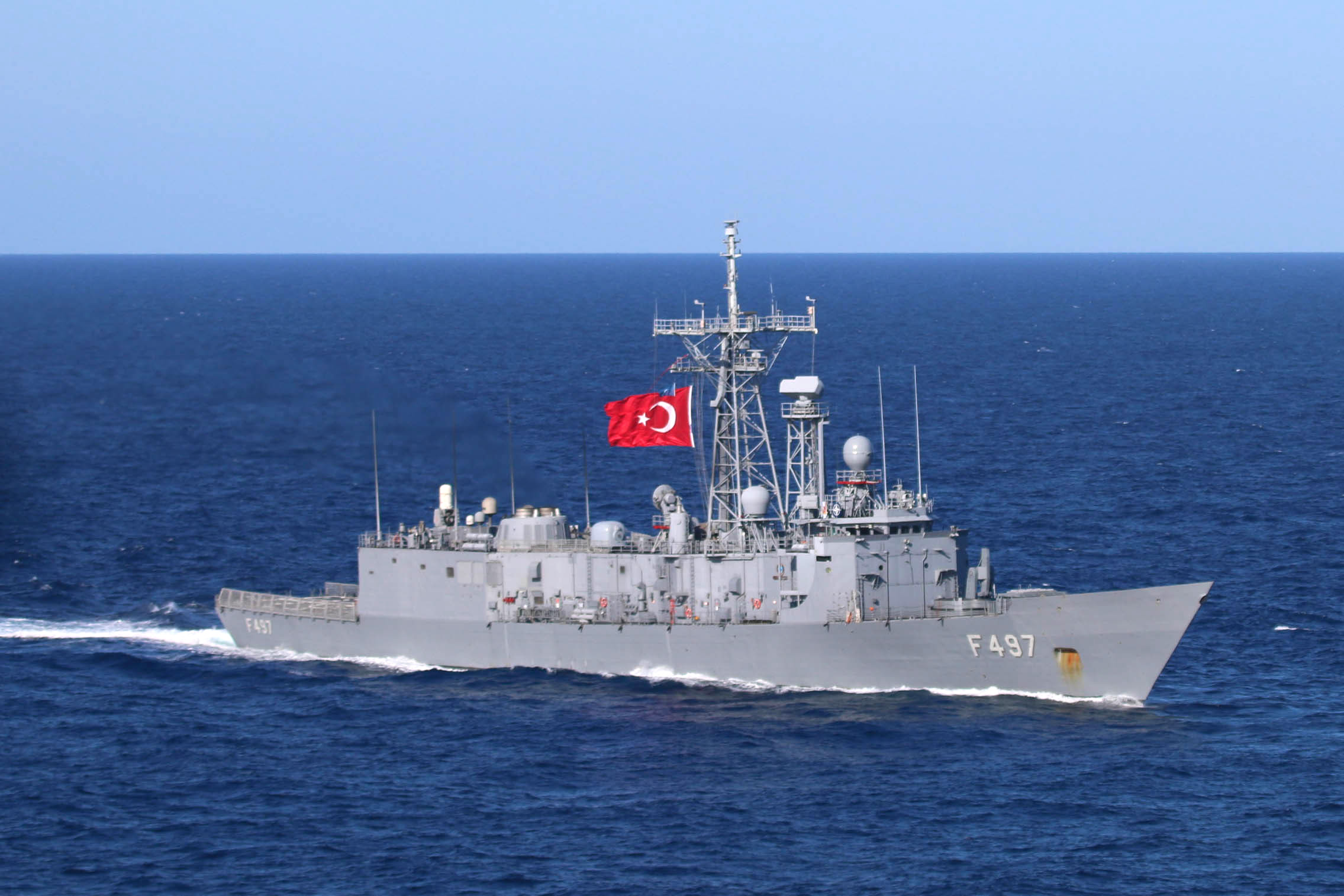
加濟安泰普級巡防艦
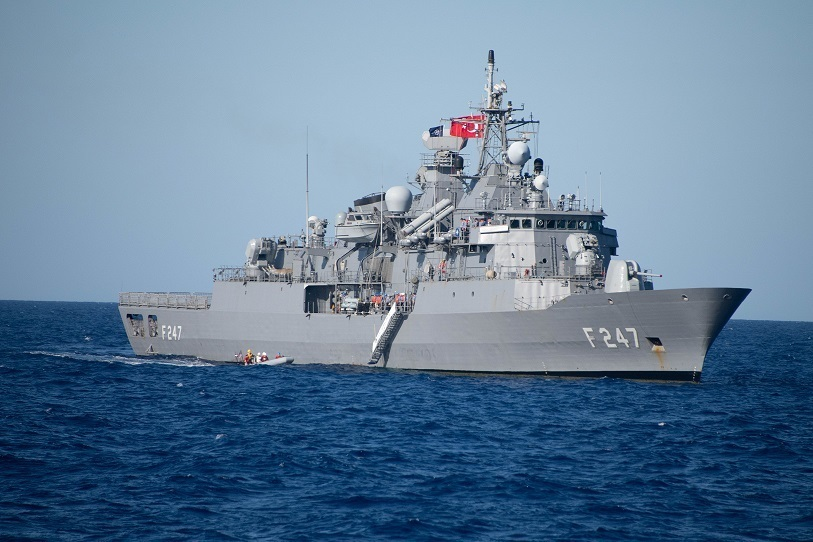
巴巴洛斯级巡防舰
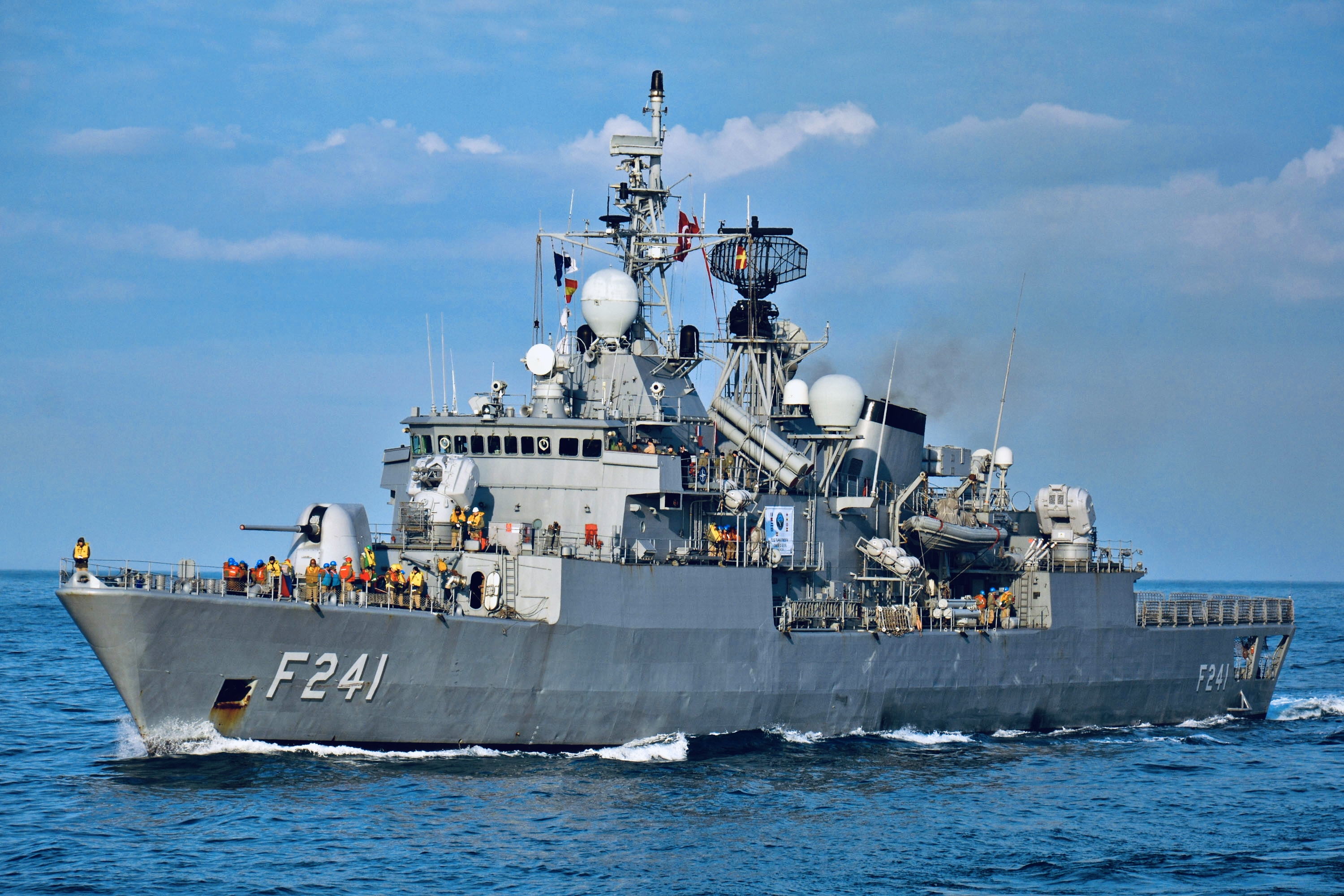
亚武兹级巡防舰

- 加濟安泰普級巡防艦（派里級），（4艘经过改良，加装垂直发射系统和土耳其国产电子设备）8艘。
- 亚维兹级巡防舰（英语：Yavuz-class frigate） 4艘，MEKO型巡防舰200TN型
- 巴巴洛斯级巡防舰，4艘，MEKO型巡防舰200TN II-A型
- 伊斯坦布尔级巡防舰，1艘（计划4艘，首舰2021年下水）。[6][註 1]
- TF-4500型巡防舰，4艘（规划中）。

#### 护卫舰

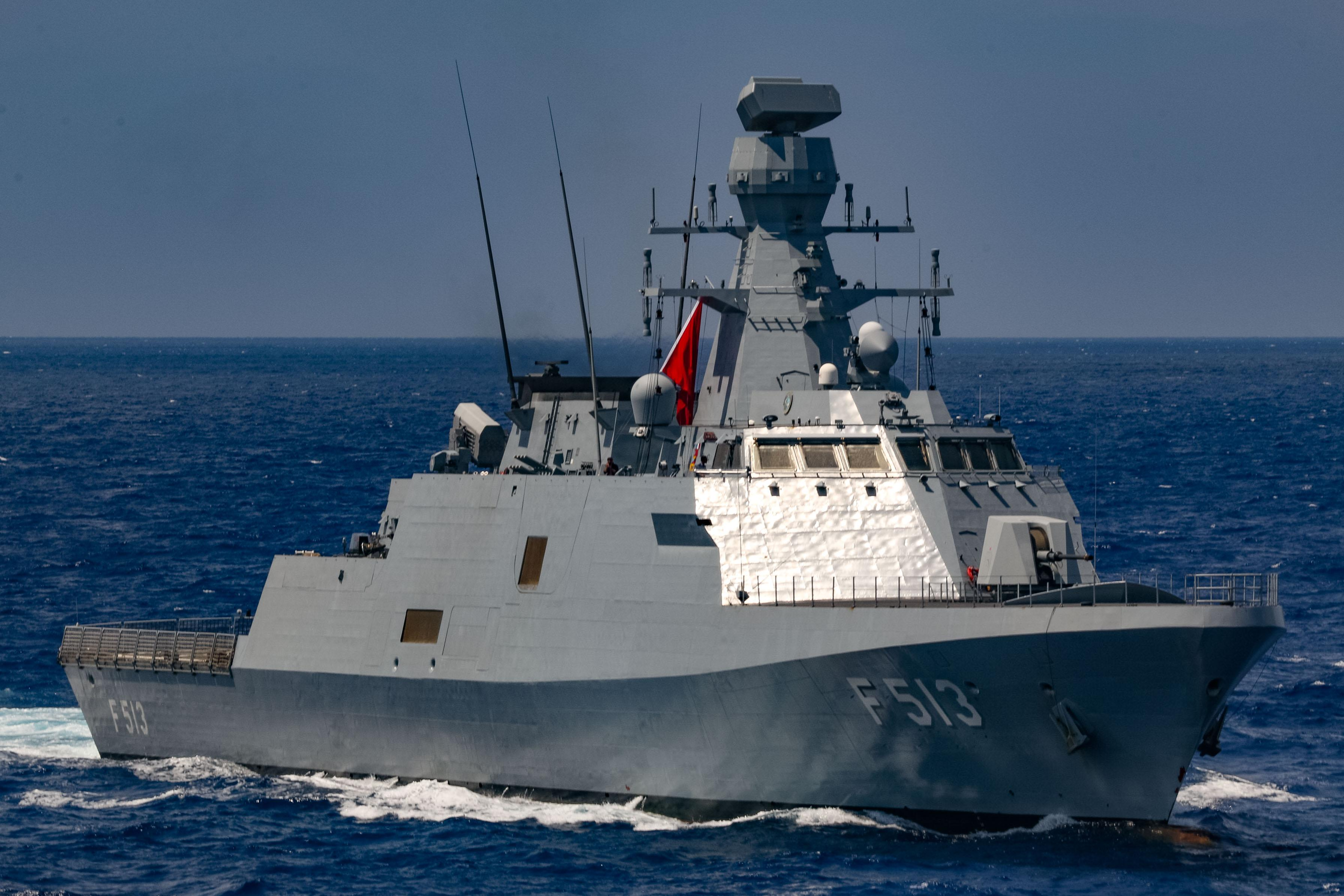
岛级护卫舰

- 岛级护卫舰，4艘[7]
- 布拉克级护卫舰，5艘

#### 巡邏艦
- 希萨尔级巡逻舰[8]

#### 潜艇

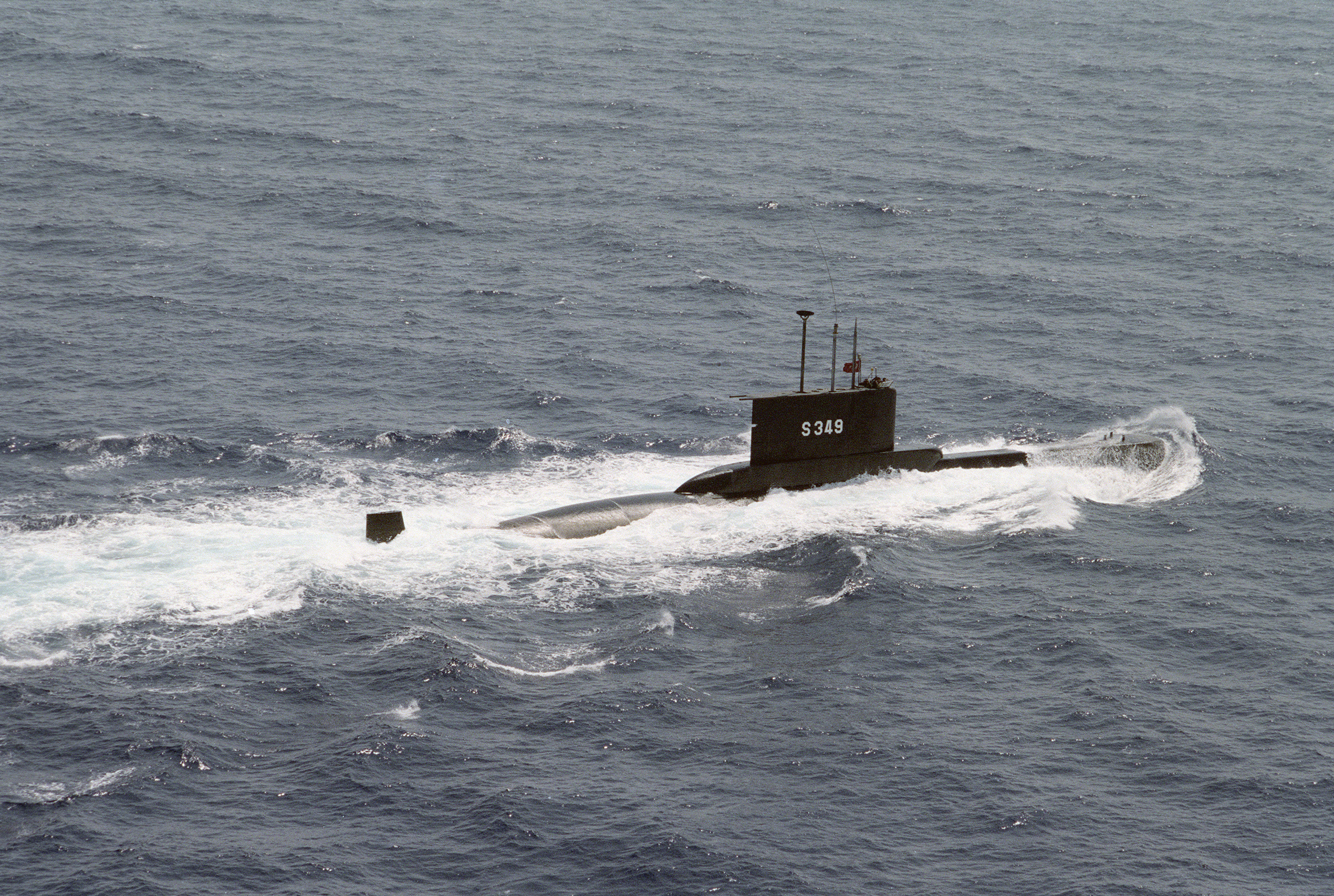
阿蒂莱伊级

- 209型潜艇，阿蒂莱伊级，4艘
- 209型潜艇T1型，普雷维泽级，4艘
- 209型潜艇T2型，居尔级，4艘
- 209型潜艇T3型，雷斯级，4艘，建造/规划中。

### 飞机
土耳其海军共有65架飞机，包括32架固定翼飞机（含无人机）和33架直升机。
固定翼飞机包括ATR 72运输/巡逻机、CN-235运输/巡逻机、索卡达TB系列教练机。无人机包括阿克松古尔型、拜拉克塔尔TB2、安卡型。直升机包括24架西科斯基SH-70直升机和9架奥古斯塔-贝尔AB.212ASW直升机。